# Carl Franz Hossfeld

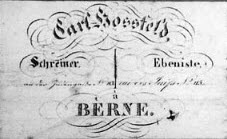
Carl Hossfeld, Lieferantenmarke (um 1830/40)

Carl Franz Hossfeld (* 1807; † in Bern) war ein deutsch-schweizerischer Ebenist.

## Leben
Der Ebenist Hossfeld stammte ursprünglich aus Deutschland (wohl aus dem heutigen Wartburgkreis) und wanderte in die Schweiz ein. Nachdem er das Bürgerrecht von Bözingen bei Biel/Bienne erworben hatte, war es ihm erlaubt, an der Judengasse in Bern eine Werkstatt zu betreiben. Mit seiner Frau Maria Schorer aus Wangen an der Aare hatte er sechs Kinder. Eine gedruckte Hersteller-Etikette machte es möglich, diesen vielbeschäftigten Meister des Spätbiedermeier zu identifizieren und ihm eine Vielzahl von Möbeln zuzuschreiben (Kommoden, Schreibmöbel, Konsolen). Seine Werkstatt hatte er laut der Etikette an der Judengasse 113 (heute Amthausgasse) in Bern. Er ist nach Mathäus Funk, Johannes Äbersold und Christoph Hopfengärtner der letzte grosse Berner Ebenist, dessen Möbel von höchster Qualität in dichter Verbreitung zu finden sind.
Eine Vielzahl von Werken Carl Franz Hossfelds befindet sich im Schloss Jegenstorf bei Bern.